# Coupe du monde de saut d'obstacles 2001-2002
Navigation
Édition précédente Édition suivante
La coupe du monde de saut d'obstacles 2001-2002 est la 24e édition de la coupe du monde de saut d'obstacles organisée par la FEI. La finale se déroule à Leipzig (Allemagne), le 1er avril 2002.

## Classement après la finale
| Pos. | Cavalier        | Nationalité | Cheval            |
| ---- | --------------- | ----------- | ----------------- |
| 1    | Otto Becker     | Allemagne   | Dobel's Cento     |
| 2    | Ludger Beerbaum | Allemagne   | Gladdys           |
| 3    | Rodrigo Pessoa  | Brésil      | Baloubet du Rouet |